# DBase
dBase je prednik vseh računalniških programov, ki so namenjeni upravljanju zbirk podatkov v mikroračunalnikih in osebnih računalnikih. Program je tekel v DOS-u. Razvil se je iz programa Vulcan, ki ga je napisal Wayne Ratliff.